# Alberic
Alberic (em valenciano e oficialmente) ou Alberique (em castelhano), também conhecido como Alberich no passado, é um município da Espanha, na província de Valência, Comunidade Valenciana. Tem 26,7 km² de área e em 2021 tinha 10 571 habitantes (densidade: 395,9 hab./km²). Pertence à comarca de Ribera Alta, e limita com os municípios de Benimuslem, Massalavés, Antella, Gavarda, Villanueva de Castellón e Carcagente.